# Nadin Dawani
Nadin Dawani, née le 20 avril 1988 à Amman, est une taekwondoïste jordanienne concourant chez les plus de 67 kg.

## Carrière
Elle fait ses débuts internationaux aux championnats d'Asie juniors où elle remporte l'or en −63 kg.
À 16 ans, elle se qualifie dans la catégorie des +67 kg (super-lourds) pour les Jeux olympiques d'été de 2004 qui se déroule à Athènes. Là, elle bat la Nigériane Princess Dudu (en) (12-9) lors des qualifications, la Croate Nataša Vezmar (en) (5-4) en quart de finale mais perd face à la Française Myriam Baverel en demi (3-3). Envoyée au repêchage, elle perd face à la Vénézuélienne Adriana Carmona (11-8) et termine finalement 5e.
Aux Jeux de Pékin en 2008, elle ne dépasse pas le stade des qualifications, battue dès son premier match par la Britannique Sarah Stevenson (3-2). Elle est cette année-là médaillée d'argent aux Championnats d'Asie, battue en finale par la Chinoise Chen Zhong chez les −72 kg.
Pour ses derniers Jeux à Londres en 2012, elle est battue lors du premier tour par l'Ukrainienne Maryna Konieva (en) 18 à 13. Grâce à cette qualification, elle devient la seule taekwondoïste jordanienne sélectionnée pour trois Jeux. Elle sert également en tant que porte-drapeau lors de la Cérémonie d'ouverture. La même année, elle devient la première Jordanienne tous sexes confondus à remporter l'or aux Championnats d'Asie.
Après sa carrière sportive, elle intègre plusieurs structures du sport mondial. En 2014, elle devient directrice du Comité des athlètes auprès du Comité olympique jordanien, poste qu'elle conserve jusqu'en 2016. Lors des Jeux olympiques de 2016, elle sert en tant que cheffe de mission pour le comité jordanien. Nadin Dawani a également tenu ce poste lors des Jeux olympiques de la jeunesse de 2014 à Nankin (Chine).
Peu après, elle est élue à la Commission des Athlètes du Comité international olympique en même temps que la pentathlète moderne Aya Medany, la joueuse de badminton Saina Nehwal et le joueur de basketball Luis Scola.
Elle est également de co-directrice du World Taekwondo Council avec le Français Pascal Gentil.

## Vie privée
Elle a fait des études à l'Université de Jordanie.

## Palmarès
| Date | Compétition                                  | Lieu                   | Place   | Catégorie |
| ---- | -------------------------------------------- | ---------------------- | ------- | --------- |
| 2001 | Championnats d'Asie juniors                  | Changhua               | 1re     | −63 kg    |
| 2001 | Championnats du monde                        | Jeju                   | Qualif. | −63 kg    |
| 2002 | Championnats d'Asie                          | Amman                  | 3e      | −63 kg    |
| 2002 | Championnats du monde juniors                | Héraklion              | Qualif. | −63 kg    |
| 2003 | Championnats d'Asie juniors                  | Hô Chi Minh-Ville      | 3e      | −68 kg    |
| 2003 | Championnats du monde                        | Garmisch-Partenkirchen | Qualif. | −72 kg    |
| 2004 | Championnats du monde juniors                | Suncheon               | Qualif. | +68 kg    |
| 2004 | Jeux olympiques                              | Athènes                | 5e      | +67 kg    |
| 2005 | Championnats du monde                        | Madrid                 | Qualif. | +72 kg    |
| 2005 | Championnats d'Asie juniors                  | Almaty                 | 2e      | +68 kg    |
| 2006 | Championnats d'Asie                          | Bangkok                | 3e      | +72 kg    |
| 2006 | World Cup                                    | Bangkok                | 3e      | +72 kg    |
| 2006 | Jeux asiatiques                              | Doha                   | 5e      | +72 kg    |
| 2007 | Championnats du monde                        | Pékin                  | Qualif. | +72 kg    |
| 2008 | Championnats d'Asie                          | Henan                  | 2e      | +72 kg    |
| 2008 | Open d'Azerbaïdjan                           | Bakou                  | 3e      | +72 kg    |
| 2008 | Open d'Autriche                              | Innsbruck              | 3e      | +72 kg    |
| 2008 | Jeux olympiques                              | Pékin                  | 11e     | +67 kg    |
| 2009 | Championnats du monde                        | Copenhague             | Qualif. | +73 kg    |
| 2010 | Open d'Angleterre                            | Manchester             | 2e      | +73 kg    |
| 2010 | Jeux asiatiques                              | Canton                 | 3e      | +73 kg    |
| 2011 | Tournoi de qualification olympique asiatique | Bangkok                | 1re     | +67 kg    |
| 2012 | Championnats d'Asie                          | Hô Chi Minh-Ville      | 1re     | +73 kg    |
| 2012 | Jeux olympiques                              | Londres                | Qualif. | +67 kg    |